# Kraftwerk Poolbeg
Das Kraftwerk Poolbeg (englisch Poolbeg Generating Station, irisch Cumhachtstáisiún an Phoill Bhig) ist ein GuD-Kraftwerk in Dublin, Irland, das in der Dublin Bay gelegen ist. Es ist im Besitz des Electric Supply Board (ESB) und wird auch von ESB betrieben.
Nach Stilllegung von drei Blöcken verfügt das Kraftwerk noch über eine installierte Leistung von 470 (bzw. 480) MW.

## Kraftwerksblöcke
Das Kraftwerk besteht aus zwei Anlagen, die 1971 bzw. 1994 in Betrieb gingen. Die folgende Tabelle gibt einen Überblick:
| Anlage | Block | Max. Leistung (MW) | Betriebsbeginn | Turbine | Generator | Dampfkessel | Status      |
| ------ | ----- | ------------------ | -------------- | ------- | --------- | ----------- | ----------- |
| 1      | 1     | 120                | 1971           |         |           |             | Stillgelegt |
|        | 2     | 120                | 1971           |         |           |             | Stillgelegt |
|        | 3     | 270                | 1978           |         |           |             | Stillgelegt |
| 2      | 1     | 150                | 1994           | Siemens | Siemens   | Biro        |             |
|        | 2     | 150                | 1998           | Siemens | Siemens   | Biro        |             |
|        | 3     | 170                | 2000           | Siemens | Siemens   |             |             |

Die Anlage 1 war ursprünglich ein mit Öl befeuertes Dampfkraftwerk mit zwei Blöcken, jeweils mit einer maximalen Leistung von 120 MW. Ein weiterer Block mit einer Leistung von 270 MW wurde 1978 in Betrieb genommen. Alle drei Blöcke wurden am 31. März 2010 stillgelegt. Die beiden Schornsteine des stillgelegten Kraftwerks sollen als Wahrzeichen von Dublin erhalten bleiben.
Die Anlage 2 besteht aus zwei Gasturbinen und einer angeschlossenen Dampfturbine mit einer Gesamtleistung von 480 MW. Der Wirkungsgrad liegt bei 52 %.